# Ulisse Grifoni

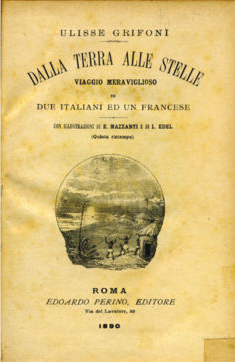
Frontespizio del romanzo avventuroso di fantascienza Dalla Terra alle stelle di Ulisse Grifoni (1887), edizione in due volumi del 1890. Illustrazioni di Enrico Mazzanti (1850-1910).

Ulisse Grifoni (Monticello Amiata, 1858 – 4 giugno 1906) è stato uno scrittore italiano.

## Biografia
Insegnante liceale di storia e geografia collaborò con vari giornali scrivendo testi di geografia. Divenne celebre soprattutto per aver scritto alcuni romanzi con ambientazioni fantascientifiche come Da Firenze alle stelle, uscito nel 1885 e poi ampliato in Dalla Terra alle stelle. Viaggio meraviglioso di due italiani ed un francese (1890).
Nel 1899 Grifoni diede alle stampe, presso la casa editrice La Milano la pubblicazione in fascicoli di un romanzo, definito "fantastico-scientifico" (il termine "fantascienza" sarebbe stato coniato solo 53 anni dopo), Il giro del mondo in 30 giorni, apparso in precedenza a puntate su La Domenica del Corriere.
Nel 1907 Grifoni pubblicò Dopo il trionfo del socialismo italiano. Sogno di un uomo di cuore, curioso testo fantapolitico contrapposto dall'autore al libro di Eugen Richter Dopo la vittoria del socialismo (Sozialdemokratische Zukunfisbilder. Frei nach Bebel, 1892), con il quale polemizza nella premessa.

## Opere

### Romanzi
- Da Firenze alle stelle, 1885
- Aspasia. Scene della vita greca sotto Pericle, 1891
- Dalla Terra alle stelle. Viaggio meraviglioso di due italiani ed un francese, 1890 (ampliamento di Da Firenze alle stelle)
- Il giro del mondo in 30 giorni, 1899
- Dopo il trionfo del socialismo italiano. Sogno di un uomo di cuore, 1907
- Un romanzo d'amore a Rapallo, 1907